# Andrzej Żupański
Andrzej Żupański  ps. Andrzej (ur. 1921 w Gdyni, zm. 23 stycznia 2017) – polski żołnierz, chemik i działacz kombatancki. Od stycznia 1943 w Kedywie Komendy Głównej AK. Uczestnik wielu akcji zbrojnych m.in. Akcji Góral.

## Życiorys
W Warszawie ukończył szkołę podchorążych i zimą 1944 wraz ze swoim oddziałem udał się na Wołyń, gdzie jako saper walczył w szeregach 27. Wołyńskiej Dywizji Piechoty AK. Po podstępnym jej rozbrojeniu, został wcielony do 1 Dywizji Piechoty Armii Berlinga i zdobywał Wał Pomorski.
Studia chemiczne ukończył na Politechnice Gdańskiej w 1949. Usunięty z przyczyn politycznych z asystentury w Akademii Medycznej w Gdańsku, pracował w Tarchomińskich Zakładach Farmaceutycznych POLFA (dwadzieścia trzy lata na stanowisku dyrektorskim). Przez jedenaście lat był przewodniczącym Środowiska Żołnierzy 27. Wołyńskiej Dywizji Piechoty AK.
Pochowany na cmentarzu Powązki Wojskowe w Warszawie (kwatera D18-L03-7).

## Publikacje
- Tragiczne wydarzenia za Bugiem i Sanem przed ponad sześćdziesięciu laty. Poznaj werdykt historyków polskich i ukraińskich  data wydania 2007 rok.
- Kryptonim "Góral" Brawurowa Akcja AK - zdobycie 100 milionów złotych[5]
- Droga do prawdy o wydarzeniach na Wołyniu (2006)